# Malino
Malino is een plaats in de Indonesische provincie Zuid-Sulawesi (Sulawesi Selatan) op het eiland Sulawesi. Het ligt in het regentschap Gowa, niet ver van Makassar in de bergen.
Oost-Indonesië was in de eerste jaren na de Tweede wereldoorlog grotendeels opnieuw onder Nederlands bestuur gekomen. Luitenant-gouverneur-generaal Hubertus van Mook, de hoogste gezagsdrager in Nederlands-Indië, was van mening  dat het onafhankelijke Indonesië een federatieve staat zou moeten worden (zoals de Verenigde Staten van Amerika). Van Mook hield daartoe in Malino van 16 tot 24 juli 1946 een conferentie met Indonesische vertegenwoordigers uit Borneo en Oost-Indonesië (toen nog "de Grote Oost" genoemd).
Tijdens de Malino-conferentie heeft Van Mook in zijn openingsrede ook studiebeurzen aangekondigd.